# Yvonne Howell
Yvonne Howell, nome d'arte di Julia Rose Shevlin (Chicago, 31 luglio 1905 – Los Angeles, 27 maggio 2010), è stata un'attrice statunitense che iniziò la carriera nel cinema muto. Era figlia dell'attrice di vaudeville e del cinema muto, Alice Howell (1886-1961).

## Biografia
Nel 1930, divenne la prima moglie di George Stevens (1904-1975), un premiato regista vincitore dell'Academy Awards. Divorziarono nel 1947 e il loro figlio, George Stevens Jr., è stato direttore fondatore dell'American Film Institute. A seguito della conclusione della sua carriera cinematografica, la signora Stevens divenne aiuto infermiera negli ospedali dell'esercito nel sud della California durante la seconda guerra mondiale e poi servì come volontario tutor fino al ritiro.
È deceduta nel 2010, all'età di 104 anni, a seguito di un malore. Da alcuni anni aveva diradato le sue apparizioni pubbliche a causa dell'età avanzata e della necessità di utilizzare una sedia a rotelle per i suoi spostamenti pur rimanendo lucida sino alla fine.